# 1970 en bande dessinée
| Années de la bande dessinée : 1967 - 1968 - 1969 - 1970 - 1971 - 1972 - 1973    |
| Décennies de la bande dessinée : 1940 - 1950 - 1960 - 1970 - 1980 - 1990 - 2000 |

Cet article présente les faits marquants de l'année 1970 en bande dessinée.

## Évènements
- Première édition du Comic-Con (salon mondial de la bande dessinée) à San Diego aux États-Unis.
- La merveilleuse odyssée d'Olivier Rameau et de Colombe Tiredaile, par Greg et Dany, est édité au Lombard.
- février : Aux États-Unis, sortie de New Gods #1 (Jack Kirby quitte Marvel et crée toute une gamme de nouveaux personnages et concepts pour l'éditeur concurrent : Forever People sort le même mois, et Mister Miracle sera publié dès mars), chez DC Comics.
- avril : Sortie de Green Lantern #76 (début de la saga, avec Green Arrow, par Dennis O'Neil et Neal Adams : les deux héros explorent l'Amérique et sont confrontés au racisme, aux dérives religieuses, à la drogue…), chez DC Comics.
- 19 mai : Sortie du premier livre des Barbapapa.
- mai : Sortie au Québec de Oror 70 (Celle qui en a marre tire), un album d'André Philibert qui traite des thèmes comme l'amour libre, la drogue, le rejet de la société de consommation et l'indépendance du Québec dans une atmosphère psychédélique.
- 24 septembre : Première apparition de Yoko Tsuno de Roger Leloup dans le Journal de Spirou avec l'histoire courte Hold-up en hi-fi[1].
- octobre : Sortie de Superman's Pal Jimmy Olsen #133 (début de la saga par Jack Kirby, qui touchait ainsi à l'univers de Superman), chez DC Comics.
- octobre : Sortie de Conan the Barbarian #1 (adaptation à succès du héros d'héroïc-fantasy de Robert E. Howard. Le dessin est assuré par Barry Smith. John Buscema donne au héros son allure inimitable à partir du #25), chez Marvel Comics.

## Nouveaux albums
Voir aussi : Albums de bande dessinée sortis en 1970

### Franco-Belge
| Sortie | Titre                      | Scénariste      | Dessinateur          | Coloriste      | Éditeur |
| ------ | -------------------------- | --------------- | -------------------- | -------------- | ------- |
| 1970   | La Cité des eaux mouvantes | Pierre Christin | Jean-Claude Mézières | Évelyne Tranlé | Dargaud |
| ?      | à compléter                |                 |                      |                |         |
| ?      | …                          |                 |                      |                |         |

### Comics
| Sortie | Titre       | Scénariste | Dessinateur | Coloriste | Éditeur |
| ------ | ----------- | ---------- | ----------- | --------- | ------- |
| ?      | à compléter |            |             |           |         |
| ?      | …           |            |             |           |         |

### Mangas
| Sortie | Titre       | Scénariste | Dessinateur | Coloriste | Éditeur |
| ------ | ----------- | ---------- | ----------- | --------- | ------- |
| ?      | à compléter |            |             |           |         |
| ?      | …           |            |             |           |         |

## Naissances
- 2 janvier : Alex Ross
- 1er février : Denis Bajram, scénariste et dessinateur français (Cryozone, Universal War One)
- 16 février : Olivier Bauza, dessinateur français (Paul Cézanne, un rebelle en Provence)
- 17 février : Mathieu Lauffray
- 25 avril : Isa
- 10 mai : Dominique Latil, scénariste français (Les Guerriers, Mycroft Inquisitor)
- 27 mai : Abby Denson, autrice de comics
- 15 juin : Darby Conley
- 12 juillet : Phil Jimenez, auteur de comics
- 1er août : Jean-Luc Istin
- 10 août : Christophe Blain, dessinateur et scénariste français (Isaac le pirate, Donjon Potron-Minet)
- 9 septembre : Régis Penet
- 12 septembre : Jochen Gerner (auteur, illustrateur, plasticien)
- 16 septembre : Bruno Gazzotti, dessinateur belge (Soda)
- 2 décembre : Judd Winick, auteur de comics
- 25 décembre : Stéphane Duval
- Naissances de Frazer Irving, Philippe Briones, Clod, Sébastien Goethals, Rich Tommaso

## Décès
- 16 janvier : David Breger, auteur de comic strips
- 17 avril: Rudolf Petersson, auteur suédois